# Carterornis leucotis
Carterornis leucotis là một loài chim trong họ Monarchidae.

## Hình ảnh

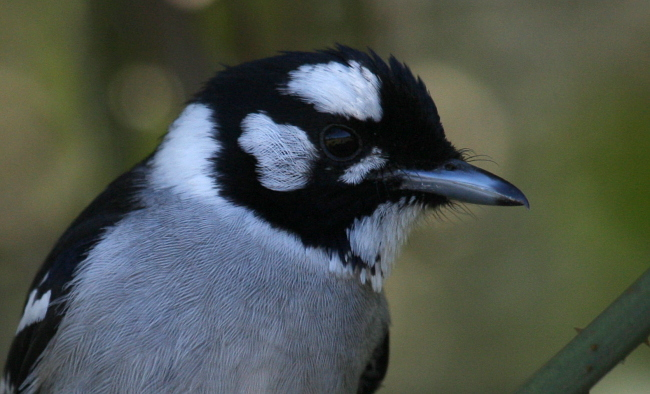
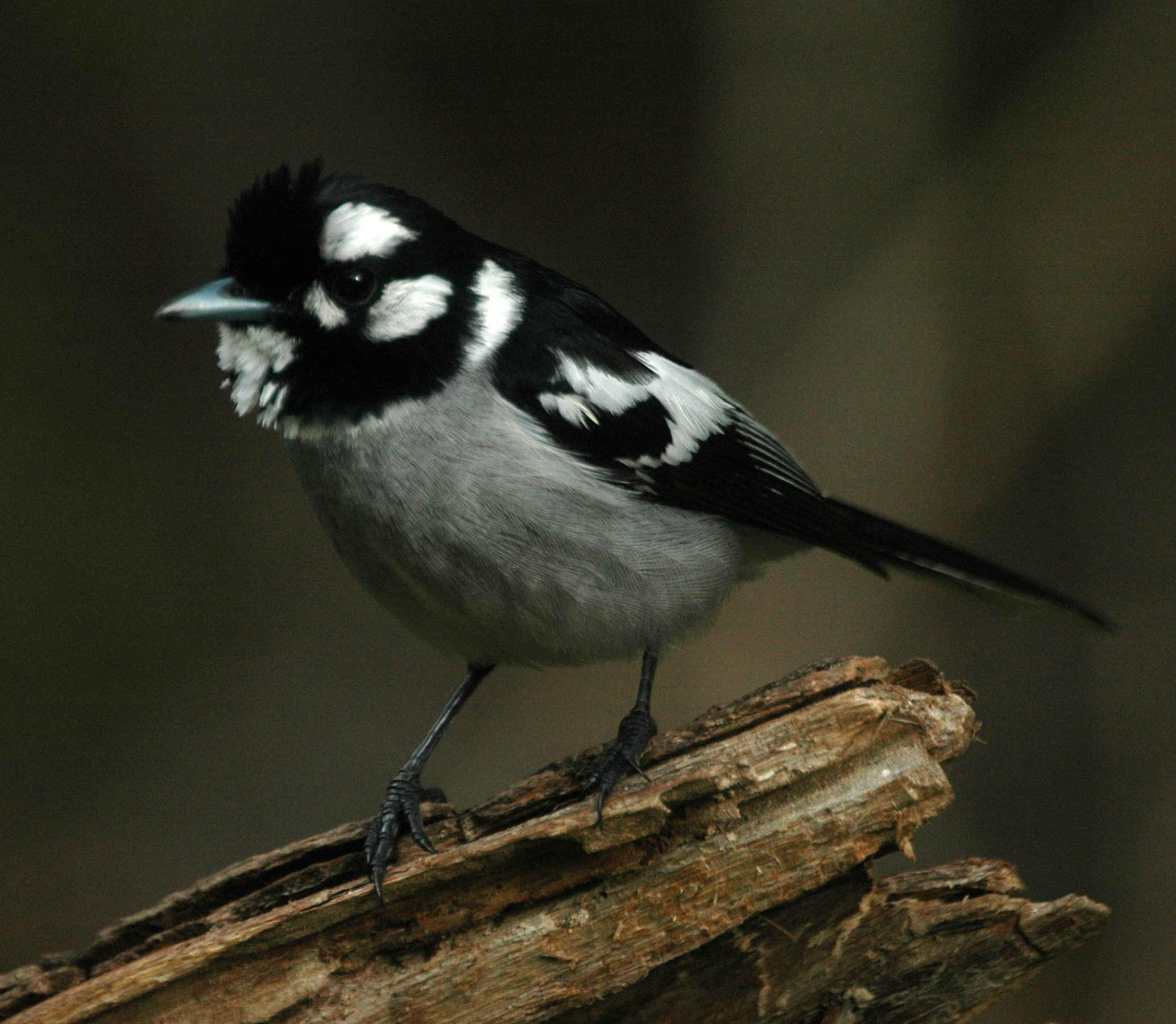